# Барніме
Барніме (пол. Barnimie, нім. Fürstenau) — село в Польщі, у гміні Дравно Хощенського повіту Західнопоморського воєводства.
Населення — 314 осіб (2011).
У 1975-1998 роках село належало до Гожовського воєводства.

## Демографія
Демографічна структура станом на 31 березня 2011 року:
|          | Загалом | Допрацездатний вік | Працездатний вік | Постпрацездатний вік |
| -------- | ------- | ------------------ | ---------------- | -------------------- |
| Чоловіки | 154     | 23                 | 111              | 20                   |
| Жінки    | 160     | 26                 | 78               | 56                   |
| Разом    | 314     | 49                 | 189              | 76                   |